# Good Day
Good Day (hangul: 굿데이) é um grupo feminino sul-coreano formado pela C9 Entertainment em 2017. O grupo estreou oficialmente no dia 30 de agosto de 2017 com o lançamento do extended play All Day Good Day.

## Carreira

### Pré-estreia
Em 2012, Haeun fez parte de um grupo feminino da Nega Network, mas o grupo nunca estreou. O grupo lançou uma OST para o drama de televisão The Great Seer.
Em 2013, Heejin concorreu no programa Superstar K5 onte terminou em terceiro lugar. Bomin apareceu no filme No Breathing, onde interpretou a versão mais nova da personagem de Yuri.
Em 2015, Heejin lançou um single intitulado To Reach You, uma colaboração com o rapper Olioti. Ela também cantou OSTs para os dramas Late Night Restaurant e Into The Flames.
Jiwon atualmente é modelo para o site de compras Sonyunara desde 2013.

### 2017:All Day Good Day, The Unit e pausa de Nayoon
Em 5 de julho de 2017, a C9 Entertainment revelou planos para o lançamento de um novo grupo feminino. No dia 7 de julho, foram reveladas as integrantes Genie e Nayoon, ao lado do nome do grupo, Good Day. Em 10 de julho, as integrantes Bomin, Jiwon e Lucky foram reveladas. No dia 11 de julho, as integrantes Cherry, Chaesol e Viva foram reveladas, e em 12 de julho, e as integrantes Heejin e Haeun foram reveladas. Entre 20 de julho e 10 de agosto, as integrantes estrelaram o primeiro reality show do grupo, GOOD DAY 2 U.
Em 30 de agosto, Good Day estreou oficialmente com o lançamento do primeiro extended play do grupo, All Day Good Day, acompanhado pelo videoclipe do single Rolly, com a aparição se Bae Jin-young, colega de grupo e membro do grupo Wanna One. As outras três faixas do EP de estreia do grupo são das unidades grupo; Good Morning, Good Night e Midnight. Em 3 de setembro, o grupo realizou um pequeno concerto chamado All Day Good Day no Yes24 Live Hall.
Seis integrantes do grupo (Heejin, Genie, Chaesol, Jiwon, Viva, Lucky) foram confirmadas para se juntar ao reality show The Unit: Idol Rebooting Project. Todas as integrantes, exceto Lucky, passaram na avaliação do primeiro episódio. No entanto, Lucky retornou ao programa ao ser revivida de sua eliminação. As integrantes Genie e Chaesol foram eliminados do programa na primeira fase de eliminação.
Em 1 de novembro, foi revelado que a integrante Nayoon estaria se afastando as atividades do grupo para tratar de uma lesão que sofrera durante uma das apresentações do grupo.

## Integrantes
- Heejin (hangul: 희진), nascida Song Hee-jin (hangul: 송희진) em 19 de agosto de 1995 (29 anos).
- Genie (hangul: 지니), nascida Kim Ji-won (hangul: 김지원) em 7 de janeiro de 1997 (28 anos)
- Cherry (hangul: 체리), nascida Kim Chae-young (hangul: 김채영) em 5 de julho de 1997 (27 anos).
- Chaesol (hangul: 채솔), nascida Moon Chae-sol (hangul: 문채솔) em 14 de julho de 1998 (26 anos).
- Nayoon (hangul: 나윤), nascida Hwang Na-yoon (hangul: 황나윤) em 30 de março de 1999 (25 anos).
- Jiwon (hangul: 지원), nascida Kim Ji-won (hangul: 김지원) em 1 de abril de 1999 (25 anos).
- Haeun (hangul: 하은), nascida Kim Ha-eun (hangul: 김하은) em 9 de outubro de 1999 (25 anos).
- Viva (hangul: 비바), nascida Hwang Ji-won (hangul: 황지원) em 7 de fevereiro de 2000 (25 anos).
- Bomin (hangul: 보민), nascida Kim Bo-min (hangul: 김보민) em 24 de setembro de 2001 (23 anos).
- Lucky (hangul: 럭키), nascida Jin Hyun-joo (hangul: 진현주) em 3 de novembro de 2001 (23 anos).

## Discografia

### Extended plays
| Título           | Detalhes do álbum | Melhor posição nas paradas | Vendas        |
| Título           | Detalhes do álbum | KOR                        | Vendas        |
| ---------------- | --- | -------------------------- | ------------- |
| All Day Good Day | - Lançamento: 30 de agosto de 2017 - Gravadora: C9 Entertainment, CJ E&M - Formatos: CD, digital download Track listing 1. Rolly 2. Skip This Moment (이 순간을 넘어) 3. Fly Away 4. Party After Party | 19                         | - KOR: 1,728+ |

### Aparições em trilhas sonoras
| Título                     | Ano  | Membros | Melhorposição nas paradas | Vendas | Álbum                                    |
| Título                     | Ano  | Membros | KOR Gaon                  | Vendas | Álbum                                    |
| -------------------------- | ---- | ------- | ------------------------- | ------ | ---------------------------------------- |
| "Shelter" (ft. Lee Yo-han) | 2017 | Heejin  | —                         | —      | Because This is My First Life OST Part 6 |

## Filmografia

### Reality shows
| Ano  | Título                           | Emissora    | Notas                                                   |
| ---- | -------------------------------- | ----------- | ------------------------------------------------------- |
| 2017 | GOOD DAY 2 U                     | Naver V App | 4 episódios                                             |
| 2017 | The Unit: Idol Rebooting Project | KBS2        | Heejin, Genie, Chaesol, Jiwon, Viva, Lucky participated |

## Concertos
- Good Day Debut Mini Concert "All Day Good Day" (2017)